# Фірангіз Теймурова
Фірангіз Теймурова (азерб. Firəngiz Teymurova; нар. 14 вересня 1999) — азербайджанська футболістка, півзахисниця.

## Клубна кар'єра
Вихованка азербайджанського футболу. На батьківщині виступала за низку клубів, у тому числі «Тяхсіл», «Сабаїл», «Кешля».
Влітку 2019 року перейшла до російського клубу «Торпедо» (Іжевськ). Дебютний матч у вищому дивізіоні Росії зіграла 3 серпня 2019 проти клубу «Рязань-ВДВ», замінивши на 58-й хвилині Наталю Косолапову. Загалом до кінця сезону взяла участь у 8 матчах вищої ліги, з них лише у двох провела на полі усі 90 хвилин.

## Кар'єра в збірній
Виступала за юнацьку та молодіжну збірну Азербайджану. Викликається до національної збірної, але станом на листопад 2019 року не зіграла за неї жодного офіційного матчу. Проте зіграла 2 матчі в кваліфікації чемпіонату Європи 2021 року.